# Explorer program
Explorer program (angol: kutató) amerikai műholdsorozat.

## Történelem
Az amerikai űrkutatás (darabszám, tudományos- programok és eredmények) legnagyobb űrkutatási programja. Hivatali központja Goddard Space Flight Center (Greenbelt, Maryland).
Az indításokat a  Cape Canaveral, a Wallops Island (Virginia), Pt. Arguello, a Western Test Range és a San Marco Platform kilövő bázisokról végezték. Az alkalmazott rakétatípusok a Jupiter–C, a Scout hordozórakéta, a Delta hordozórakéta, a Thor–Agena voltak.
A műholdak kifejlesztésében a NASA, a hadsereg, a légierő és az ESRO is részt vett. A műholdakat a pasadenai Jet Propulsion Laboratory (JPL), a California Institute of Technology űrkutatási laboratóriuma készítette.
Az űreszközök  a legkülönbözőbb alakban és méretekben készültek. A legtöbb esetben forgás stabilizáltak. Az űreszköz energia ellátását napelemek, éjszakai (földárnyék) energia ellátását újratölthető kémiai akkumulátorok biztosították. Valamennyi műhold többféle megfigyelésre (mérések) alkalma műszerrel volt felszerelve.

## Fő kutatási programok
1. sugárzási övezetek tanulmányozása. Alacsony Föld körüli pályán (LEO = Low-Earth Orbit) és magas Föld körüli pályán (HEO = High-Earth Orbit) végzett tudományos szolgálatot. Vizsgálták a mágneses teret; a sugárzási övezetek részecskéit; a korpuszkuláris 
sugárzást, és ezek hatását a magnetoszférára. Továbbá a mágneses viharok alkalmával a magnetoszférában kifejlődő örvényeket.
2. a bolygóközi tér kutatása. Szolgálati pályájuk igen nagy excentricitású, élettartamuk viszonylag rövid. Vizsgálták a bolygóközi tér sugárzásait, a plazmaáramlatokat, a távoli magnetoszférát és a mágneses tér változásait.
3. atmoszférakutatás. Alacsony Föld körüli pályán keringő műholdak. A felső légkör semleges részecskék koncentrációját, nyomását, hőmérsékletét, sűrűségét, kémiai összetételét, fotokémiai folyamatokat.
4. ballonos kutatás. A légkör sűrűségváltozásának tanulmányozása, geodéziai célokra alkalmazták.
5. geodéziai mérések.
6. ionoszféra kutató űreszközök. Körpályán keringő műholdak. Az ionoszféra elektronsűrűségét és hőmérsékletét, valamint a rádiósugárzást áteresztő képességet tanulmányozták.
7. Napsugárzásmérő műholdak. A Nap látható, ultraibolya és röntgensugárzásának intenzitásait mérték. Forgás stabilizált eszközök, forgástengelyüket a Nap irányára merőlegesen állították.
8. az ionoszféra- és a magnetoszféra kutató műholdak. A magnetoszféra részecskéit, az elektronokat, protonokat és a napszél ezekre gyakorolt hatását vizsgálták.
9. csillagászati műholdak,
10. rádiócsillagászati műholdak,

Az amerikai hadsereg az Orbiter Program, a haditengerészet Vanguard-program keretében javasolta az első műhold fellövését. A gyorsított program keretében a hadsereg Jupiter hordozórakétáját választották fejleszthetőnek. A Explorer–1 volt az első amerikai sikeres kísérlet, hogy mesterséges holdat állítsanak pályára. A műhold méréseinek legfontosabb tudományos eredménye a Földet övező Van Allen öv felfedezése volt. A fegyvernemek közötti űrversenyt az amerikai Kongresszus a NASA létrehozásával oldotta meg. Az Explorer program különböző kategóriákba lett sorolva: MIDEX, UNEX  és mások.